# Weston E. Vivian

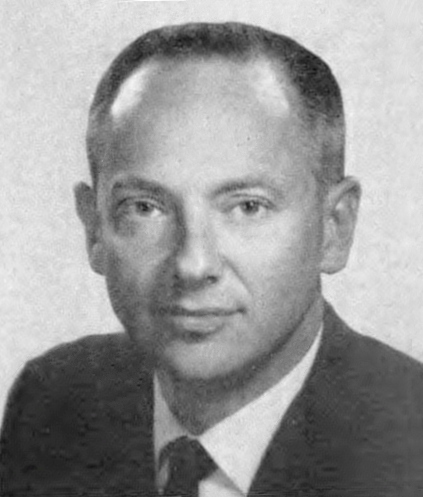
Weston E. Vivian, 1965

Weston Edward Vivian (* 25. Oktober 1924 in Neufundland; † 4. Dezember 2020 in Ann Arbor, Michigan) war ein US-amerikanischer Politiker. Zwischen 1965 und 1967 vertrat er den Bundesstaat Michigan im US-Repräsentantenhaus.

## Werdegang
Im September 1929 kam Weston Vivian mit seinen Eltern in die Vereinigten Staaten, wo sich die Familie in Cranston im Staat Rhode Island niederließ. Dort besuchte er die öffentlichen Schulen. Während des Zweiten Weltkrieges diente er zwischen 1943 und 1946 in der US Navy. Nach dem Krieg setzte er seine Ausbildung zunächst am Union College in Schenectady (New York) und danach bis 1949 am Massachusetts Institute of Technology (MIT) fort. Später studierte er noch bis 1959 an der University of Michigan in Ann Arbor Philosophie. Von 1951 bis 1959 hielt er an dieser Universität Vorlesungen; sein Fachgebiet war elektronische Forschung.
Politisch schloss sich Vivian der Demokratischen Partei an. Von 1959 bis 1960 leitete er deren örtliche Sektion in Ann Arbor. Zu dieser Zeit war er Berater verschiedener Firmen im elektronischen Bereich. Bei den Kongresswahlen des Jahres 1964 wurde Vivian im zweiten Wahlbezirk von Michigan in das US-Repräsentantenhaus in Washington, D.C. gewählt, wo er am 3. Januar 1965 die Nachfolge von George Meader antrat. Da er bei den Wahlen des Jahres 1966 dem Republikaner Marvin L. Esch unterlag, konnte er bis zum 3. Januar 1967 nur eine Legislaturperiode im Kongress absolvieren. Diese war von den Ereignissen des Vietnamkrieges und der Bürgerrechtsbewegung bestimmt.
Nach seinem Ausscheiden aus dem US-Repräsentantenhaus war Vivian Vizepräsident der Firma Vicom Industries, Inc. Außerdem fungierte er als Berater im Telekommunikationsbereich. Vivian hielt auch Vorträge am Institut für politische Studien der University of Michigan. Zuletzt lebte er hochbetagt in Ann Arbor, Michigan, wo er im Dezember 2020, im Alter von 96 Jahren verstarb.